# Bibliotekarstvo in informacijska znanost
Bibliotekarstvo in informacijska znanost je interdisciplinarna veda, ki združuje znanstvene panoge, katerih skupni predmet obravnave je pisana in tiskana knjiga ter vprašanja bibliotekarske teorije in prakse. Zajema zgodovino knjige, zgodovino, organizacijo in poslovanje knjižnic, bibliografijo in biblioterapijo kot temeljne bibliotekarske znanstvene panoge. V sodobnem času se bibliotekarstvo vse bolj zbližuje in združuje z nekaterimi drugimi znanstvenimi panogami, zlasti z informatiko in dokumentalistiko. Povezuje pa se še z nekaterimi pomožnimi znanstvenimi panogami, kot so paleografija (in razvoj pisave), razvoj in sistematika znanosti, in z vse številnejšimi sorodnimi znanstvenimi panogami, kot so pedagogika, psihologija, sociologija, komunikologija in statistika.

## Bibliotekarske znanstvene panoge
- glavne
  - bibliologija
  - bibliotekologija
  - bibliotekonomija
  - bibliografija
  - biblioterapija
  - informatika
  - dokumentalistika
- pomožne
  - paleografija
  - razvoj in sistematika znanosti
- sorodne
  - bibliopedagogika
  - bibliopsihologija
  - bibliotekarsko komuniciranje
  - bibliometrija
  - bibliosociologija